# Warabi
Warabi (jap. 蕨市 Warabi-shi) – miasto w Japonii, na wyspie Honsiu, w prefekturze Saitama. Ma powierzchnię 5,11 km². W 2020 r. mieszkało w nim 74 326 osób, w 36 555 gospodarstwach domowych  (w 2010 r. 71 495 osób, w 33 058 gospodarstwach domowych).